# Aketi (ort)
Aketi är en ort i Kongo-Kinshasa, huvudort i territoriet med samma namn. Den ligger i provinsen Bas-Uele, i den norra delen av landet, 1 200 km nordost om huvudstaden Kinshasa.